# Нагіагіт

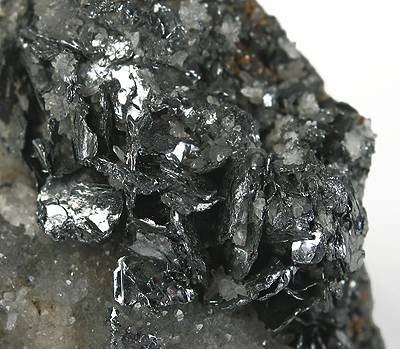
Нагіагіт

Нагіагі́т (рос. нагиагит; англ. nagyagite; нім. Nagyagit m, Nagyatiterz n) — мінерал класу сульфідів, інтерметалічна сполука шаруватої будови.
Синоніми: над'ягіт, блиск телуровий, руда телуриста листова.

## Етимологія та історія
Ще в 1782 році австрійський хімік і мінералог Франц Йозеф Мюллер фон Райхенштайн досліджував тоді невідомі мінерали нагіагіт і сильваніт у золотих рудах із кар'єру Маріягільф біля Златни біля Сібіу, які містили менше золота, ніж очікувалося. Він пояснив це появою нового, раніше невідомого елемента, і дав металевій фазі назву metallum problematicum (також aurum problematicum або aurum paradoxum).
У 1797 році Мартін Генріх Клапрот у Берліні повторно дослідив зразки з Райхенштайна, підтвердив свою підозру наступного року і дав новому елементу назву телур.
У 1789 році німецький геолог, професор мінералогії Фрайбурзької гірничої академії в Саксонії Авраам Ґотлоб Вернер ввів у свою класифікацію корисних копалин позначення руди Nagiaker або срібла Nagyakker і додав коментар: «На даний момент я нічого більше не знаю про срібло Nagiakker, крім того, що воно пов'язане з золотом Nagyakker. Руда має спільне місце народження, як уже видно з назви, також досить схожа в цілому, але світліша за кольором.» Дітріх Людвіг Густав Карстен спочатку прийняв це позначення, але змінив його в 1800 році — Blatterz.
У 1845 році австрійський геолог, мінералог і геофізик Вільгельм Гайдінгер нарешті назвав мінерал Nagyagite у своєму «Довіднику з визначення мінералогії» на основі його типового місця розташування Nagyág (сьогодні Săcărâmb) в Австрійській імперії (сьогодні Румунія), про яке вже згадував Вернер.
Наприкінці 20 століття надьягіт був повторно досліджений. Тільки в ході цього дослідження кристалічна структура надьягіту була остаточно з'ясована мінералогами у Відні та Зальцбурзі в 1999 році.
У старих публікаціях назву мінералу зазвичай можна зустріти в написанні Nagyagit, що, однак, не відповідає специфікаціям назви мінералів Міжнародної мінералогічної асоціації (IMA), згідно з якою, наприклад, корисні копалини, які були названі на честь географічної місцевості, необхідно подбати про те, щоб написання назви відповідало написанню типової місцевості. Непослідовне написання назв багатьох мінералів було виправлено в публікації 2008 року «Tidying up Mineral Names: an IMA-CNMNC Scheme for Suffixes, Hyphens and Diacritical marks», і відтоді Nagyágit на міжнародному рівні пишеться з акутом.

## Загальний опис
Хімічна формула:
1. За Є. Лазаренком та О.Винар: Pb5AuSbTe3S6.
2. За К. Фреєм і Г. Штрюбелем: Pb5Au(Sb, Te)4S5.

Домішки Fe.
Склад у % (родовище Секеримб, Румунія): Pb — 55,44; Au — 8,43; Te — 18,92; Sb — 6,61; S — 9,69.
Сингонія тетрагональна або ромбічна.
Вид ромбодипірамідальний. Форми виділення: тонкотаблитчасті кристали та масивнозернисті й листуваті агрегати. Часто зустрічаються викривлені кристали.
В аншліфах проявляються складні мозаїчні двійники.
Спайність досконала.
Густина 7,41.
Твердість 1—1,5.
Колір і риса чорнуваті, свинцево-сірі.
Блиск металічний, сильний. Пластинки гнучкі. Трохи ковкий. Непрозорий.
Зустрічається в гідротермальних родовищах разом з алтаїтом та іншими телуридами, золотом, сульфідами і карбонатами. Сировина для одержання золота.
Асоціація: алтаїт, петцит, штютцит, сильваніт, телуровий стибій, колорадоїт, креннерит, миш'як, золото, прустит, родохрозит, арсенопірит, сфалерит, тетраедрит (S˘ac˘arˆımb, Румунія);
калаверит, золото, телуробісмутит, алтаїт, галеніт, пірит (рудник Богуліби, Чехія).
Знахідки: 
У Румунії, родовище Секеримб, і поблизу міста Бая-де-Арієш.
На шахті Богуліби, родовище золота, Чехія. З родовища Челопеч, Софія,
Болгарія. У Шелгадені, округ Тамсвег, Австрія. Родовища золота Манка, Казахстан та Зод, Вірменія. На копальні Глен-Роза, Селукве (Шуругві), Зімбабве. У США штати Колорадо, Каліфорнія, Монтана, Північна Кароліна. У Канаді, провінція Онтаріо, Британська Колумбія. Провінція Катамарка, Аргентина. У районі Калгурлі — на золоторудній копальні Оройя, Західна Австралія. Префектура Сідзуока, Японія. З родовища Таруа, Віту-Леву, острови Фіджі.